# إيلين فولتون
إيلين فولتون (بالإنجليزية: Eileen Fulton) هي ممثلة أمريكية، ولدت في 13 سبتمبر 1933 في آشفيل في الولايات المتحدة.

## وصلات خارجية
- إيلين فولتون على موقع IMDb (الإنجليزية)
- إيلين فولتون على موقع أول موفي (الإنجليزية)
- إيلين فولتون على موقع قاعدة بيانات برودواي على الإنترنت (الإنجليزية)
- إيلين فولتون على موقع قاعدة بيانات الأفلام السويدية (السويدية)
- إيلين فولتون على موقع إن إن دي بي (الإنجليزية)
- إيلين فولتون على موقع قاعدة بيانات الفيلم (الإنجليزية)
- إيلين فولتون على موقع كينوبويسك (الروسية)